# Robert Curtis Brown
Pour les articles homonymes, voir Robert Brown et Brown.
Robert Curtis Brown, né le 27 avril 1957 dans le comté de Bucks, est un acteur américain.

## Filmographie partielle

### Cinéma
- 1983 : Un fauteuil pour deux de John Landis : Todd
- 1986 : L'Affaire Chelsea Deardon d'Ivan Reitman : Roger
- 1995 : Stuart sauve sa famille de Harold Ramis : Andy
- 1995 : Angus de Patrick Read Johnson : Alexander
- 1996 : Same River Twice de Scott Featherstone: Kramer
- 1997 : Bean de Mel Smith : Dr Frowning
- 1999 : L'Arche de l'amour (cy) (Love Happens) de Tony Cookson : Stephen
- 2002 : Dragon rouge (Red Dragon) de Brett Ratner : Dinner Guest #4
- 2002 : Arrête-moi si tu peux (Catch Me If You Can) de Steven Spielberg : le réceptionniste
- 2003 : Bruce tout-puissant de Tom Shadyac : Phil Seidleman
- 2004 : Coup d'éclat de Brett Ratner : Lakers FBI Agent
- 2005 : Black/White de Kevin Rodney Sullivan : Dante
- 2006 : Dreamgirls de Bill Condon : le directeur technique
- 2007 : Burger Kill de Brendan Cowles et Shane Kuhn : Bert McCandless
- 2007 : Spider-Man 3 : Test Site Technician #3
- 2007 : Who's Your Caddy? de Don Michael Paul : Frosty
- 2008 : Intérêt général (Public Interest) de Brad Robinson : Simon Perr
- 2008 : High School Musical 3 : Nos années lycée de Kenny Ortega : Vance Evans
- 2009 : Halloween 2 de Rob Zombie : Kyle Van Der Klok
- 2009 : Les Chèvres du Pentagone (The Men Who Stare at Goats) de Grant Heslov : le général Brown
- 2009 : Pas si simple (It's Complicated) de Nancy Meyers : Peter
- 2012 : Maman, j'ai raté ma vie (The Guilt Trip) d'Anne Fletcher : K-Mart Executive
- 2014 : Audrey (en) de Dean Pollack : Stan
- 2014 : Oliver, Stoned. (it) de Tom Morris (en) : Officer Smallwood
- 2015 : Grossesses rivales (it) (Double Daddy) de Lee Friedlander : Peter
- 2016 : Undrafted (en) de Joseph Mazzello : Brian Murray
- 2018 : Step Sisters (en) de Charles Stone III (en)
- 2018 : Take Point de Kim Byung-woo :  President McGregor
- 2019 : Destruction finale  (Baekdusan)  de Kim Byung-seo et Lee Hae-jun

### Télévision
- 1996 : Full Circle de Bethany Rooney (téléfilm)
- 2007 : High School Musical 2 (téléfilm) de Kenny Ortega : Vance Evans
- 2012 : Mentalist (série télévisée) : Nathan Dilmer
- 2017-2018 : The Handmaid's Tale : La Servante écarlate : Dean Berman
- 2018-2019 : Dear White People (série télévisée) : William White
- 2020-2024 : Station 19 (série télévisée, 8 épisodes) : Paul Montgomery
- 2021 : CSI: Vegas : Cade Wyatt